# Matúš Šutaj Eštok
Matúš Šutaj Eštok (* 4. února 1987 Michalovce) je slovenský právník a politik, od října 2023 ministr vnitra SR ve čtvrté vládě Roberta Fica. Od června 2024 je předsedou strany HLAS – sociálna demokracia.

## Životopis
V roce 2011 absolvoval magisterské studium na Právnické fakultě Univerzity Komenského v Bratislavě a od roku 2012 působil jako právník na jejím rektorátu.
Od roku 2014 působil jako právník ve Správě státních hmotných rezerv. V letech 2014 až 2016 byl ředitelem odboru vnitřní správy Ministerstva školství, vědy, výzkumu a sportu. V roce 2016 byl poradcem místopředsedy vlády. V letech 2016 až 2018 byl generálním tajemníkem ministra pro investice a informatizaci. Od září 2018 byl vedoucím Úřadu vlády SR.

### Ministr vnitra a čistka v policii
V říjnu 2023 se stal ministrem vnitra ve čtvrté vládě Roberta Fica. Vzápětí odvolal z funkce policejního ředitele Štefana Hamrana a jeho dva viceprezidenty. Policejní prezident byl přitom odvolán z funkce 3 dny před tím, než mu na vlastní žádost končil služební poměr, a byl převelen z Bratislavy až na okresní ředitelství v Popradu. Postaven mimo službu byl také speciální policejní tým vyšetřovatelů Národní kriminální agentury (NAKA) vedený Jánem Čurillou, který se specializoval na politicky citlivé korupční kauzy. Úřad na ochranu oznamovatelů však tento krok označil za neplatný.
Dne 1. června 2024 byl na sjezdu strany zvolen novým předsedou strany HLAS-SD.